# Jorba (Barcelona)
Jorba ist eine katalanische Gemeinde (Municipio) mit 827 Einwohnern (Stand: 2024) in der Provinz Barcelona im Nordosten Spaniens. Sie liegt in der Comarca Anoia. Zur Gemeinde gehört neben dem Hauptort die Ortschaft Sant Genis.

## Lage
Jorba liegt etwa 70 Kilometer westnordwestlich von Barcelona in einer Höhe von ca. 380 m. Durch die Gemeinde führt die Autovía A-2.

## Bevölkerungsentwicklung
| Jahr      | 1970 | 1981 | 1991 | 2001 | 2011 | 2021 |
| Einwohner | 646  | 471  | 513  | 605  | 827  | 825  |

## Sehenswürdigkeiten
- Burgruine
- Peterskirche
- Sebastianuskapelle
- Geniuskapelle

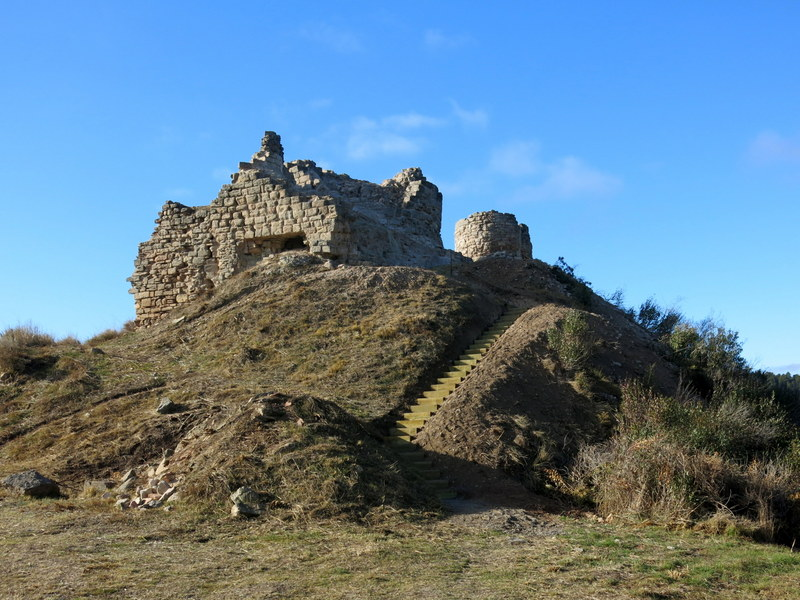
Burgruine von Jorba
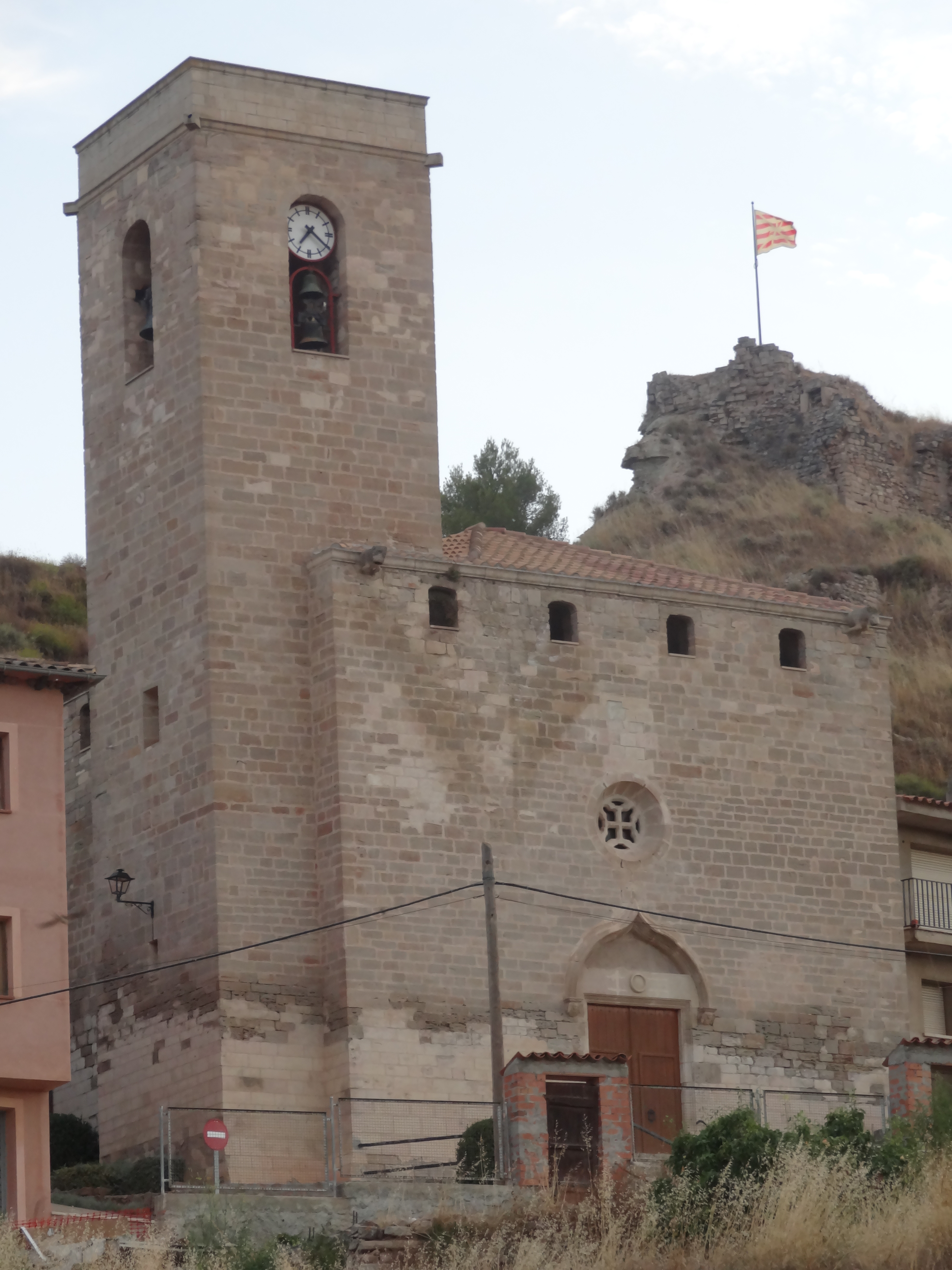
Peterskirche
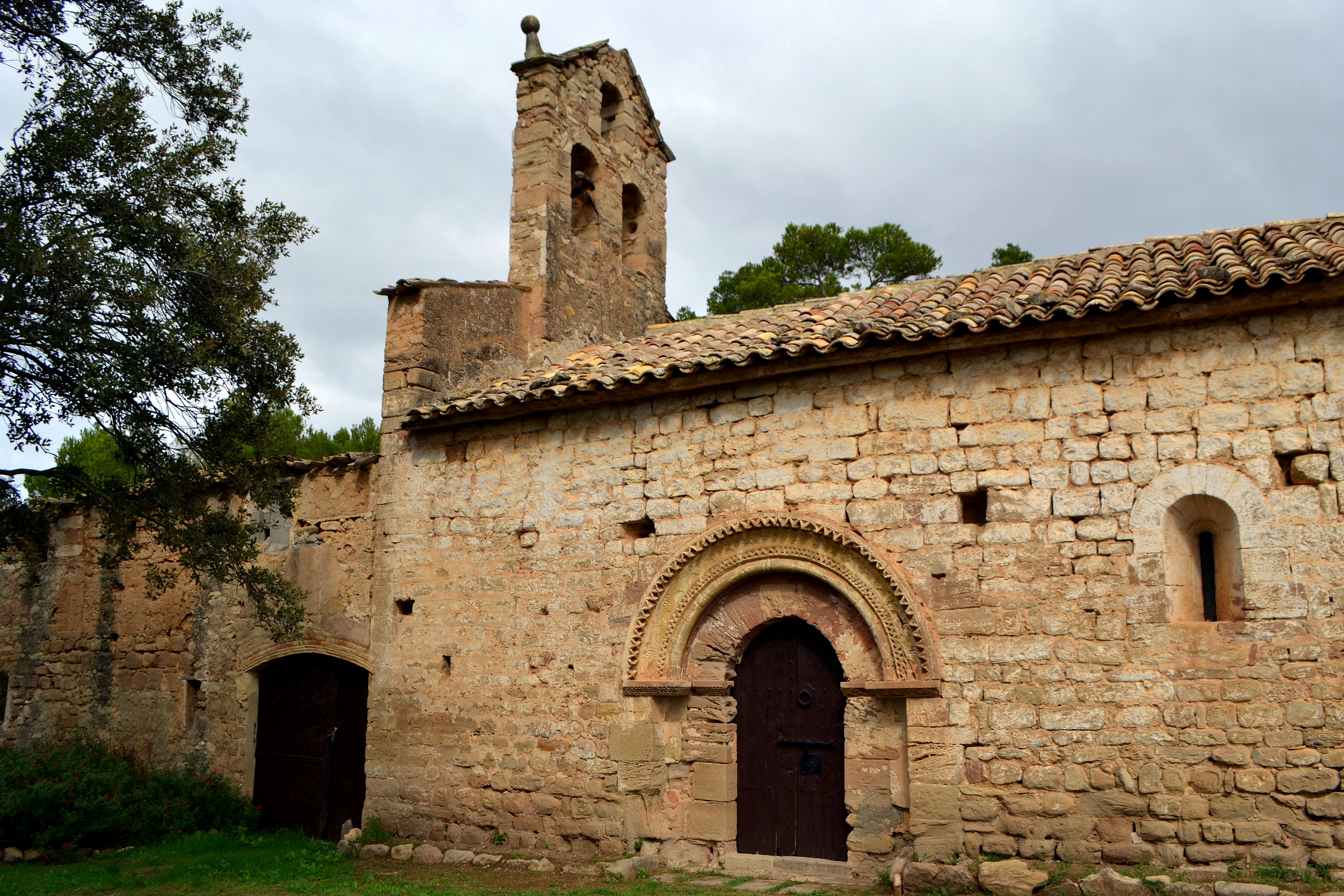
Marienkapelle
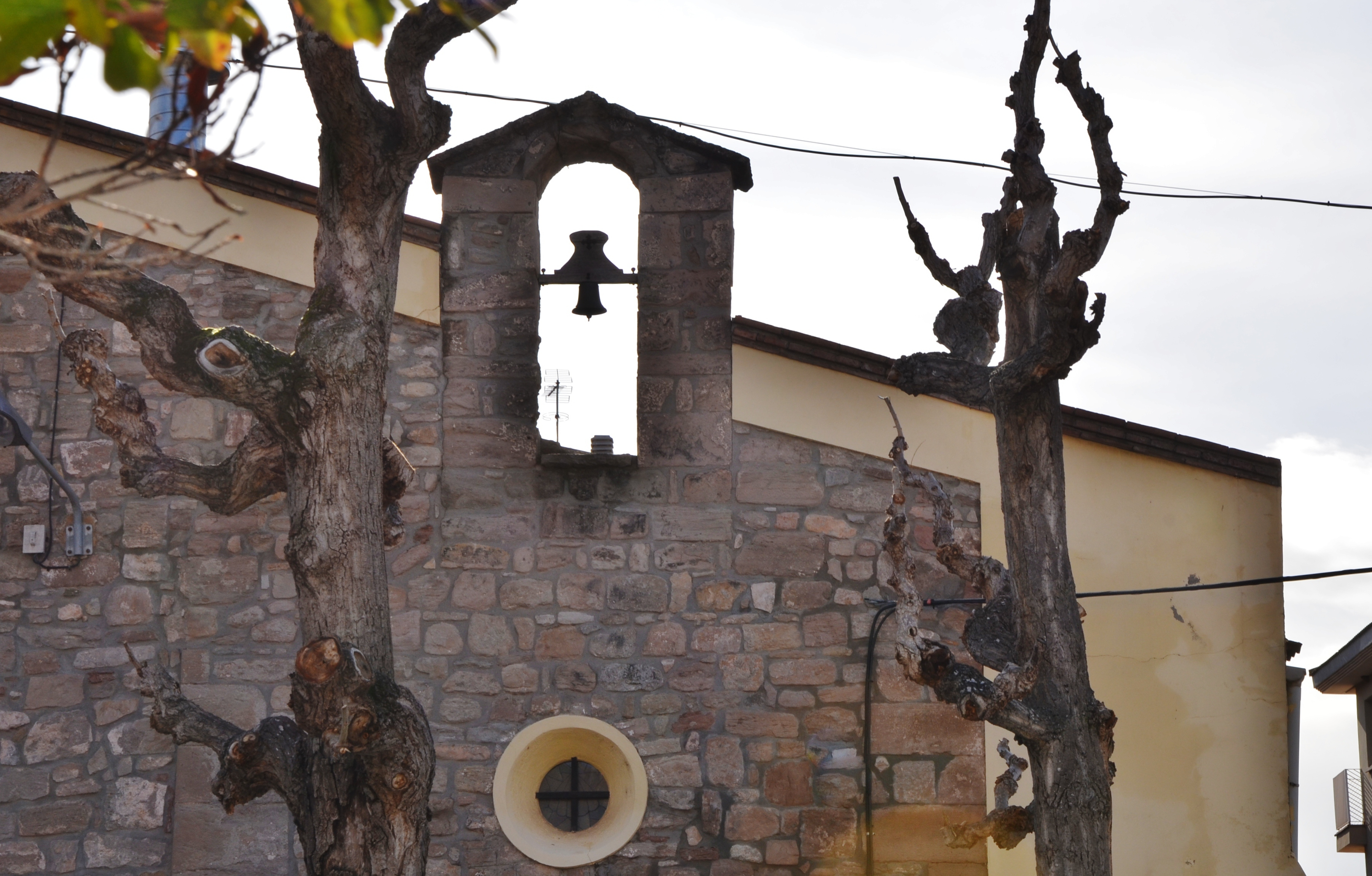
Sebastianuskapelle
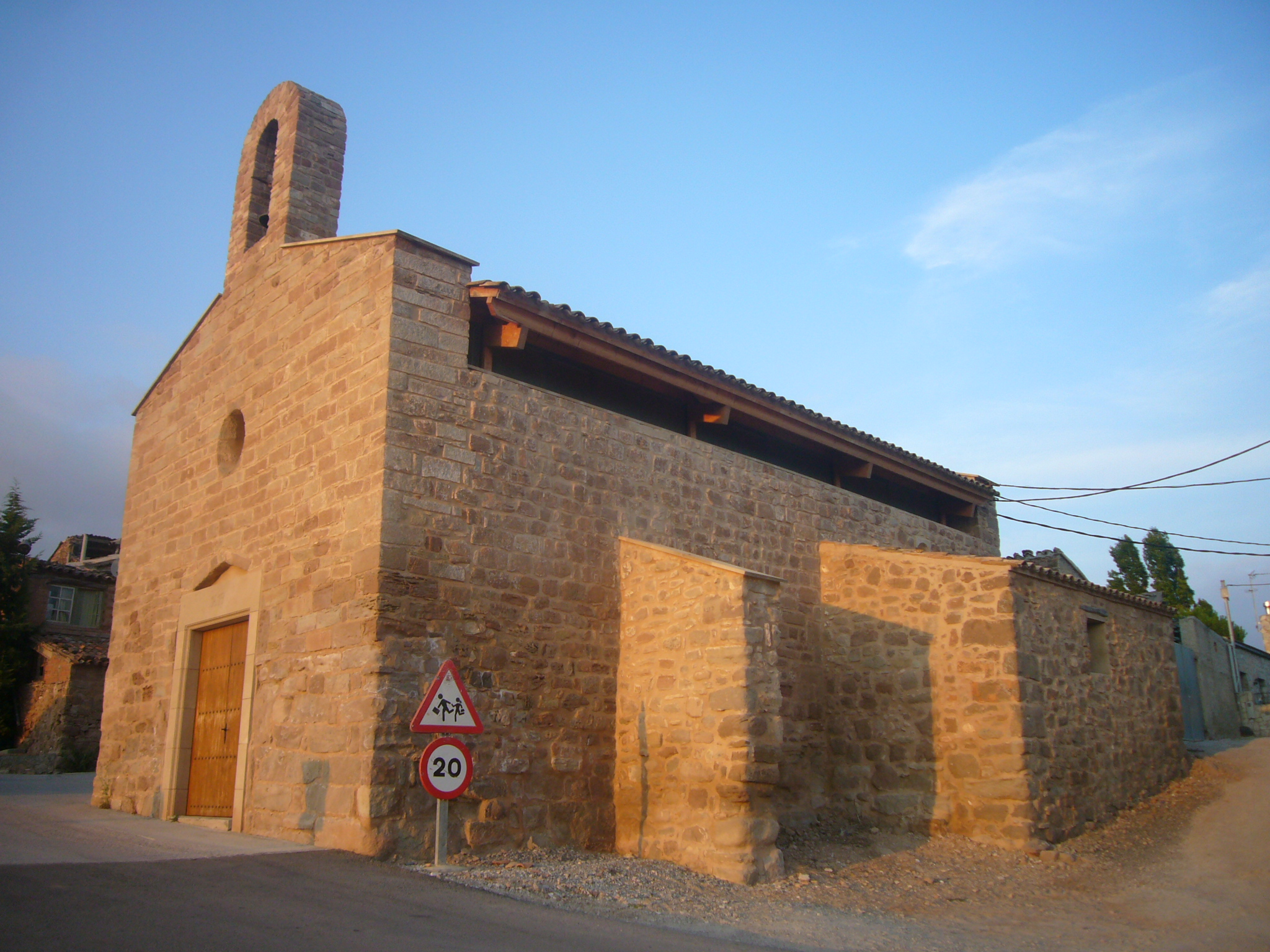
Geniuskapelle